# Lewenberg (Schwerin)
Lewenberg ist ein Stadtteil von Schwerin, der Landeshauptstadt von Mecklenburg-Vorpommern. Er liegt im Norden der Schweriner Altstadt und grenzt östlich an den Ziegelsee. Im Südwesten grenzt er an den Stadtteil Weststadt, im Nordwesten an Medewege und im Süden an den Stadtteil Paulsstadt.

## Geschichte
Der Ortsname Lewenberg ist erstmals 1284 in der Urkunde des Vergleichs zwischen Graf Helmold III. von Schwerin und Bischof Hermann I. als Leuenberch belegt, wo es um die Grenze der erstmals 1278 erwähnte Bischofsmühle (Schwerin) geht. Der gesamte Warenverkehr zwischen Schwerin und Wismar verlief hier über den alten Fahrweg unterhalb des Mühlenberges entlang zur Wismarer Chaussee. Der Ort ist schon im Mittelalter untergegangen; der Name hielt sich als die Bezeichnung einer Kuppe, die auf der Schmettauschen Karte um 1790 und bis ins 19. Jahrhundert im Volksmund Lehmberg genannt wurde.

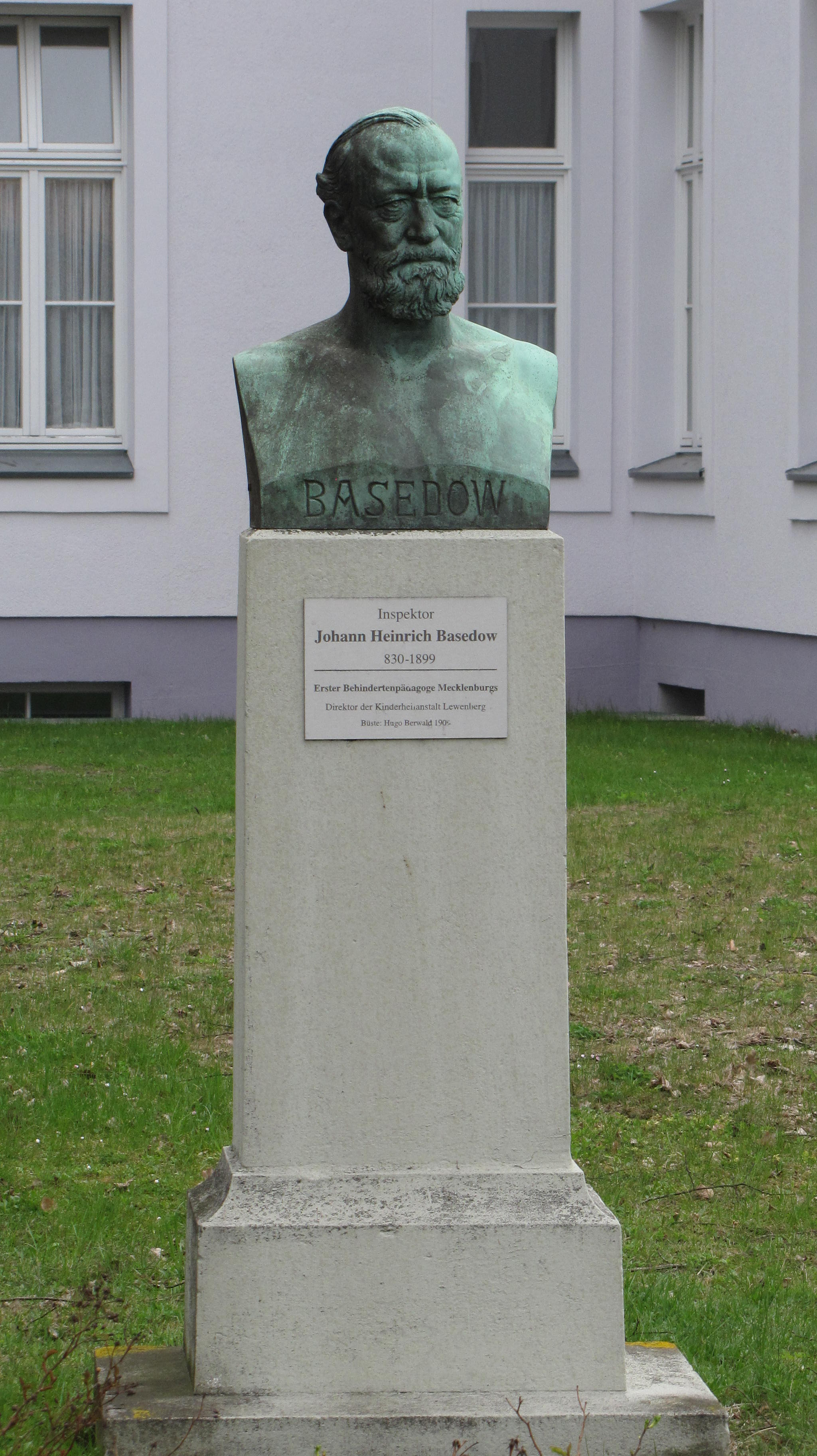
Johann Basedow, Büste von Hugo Berwald (1908)

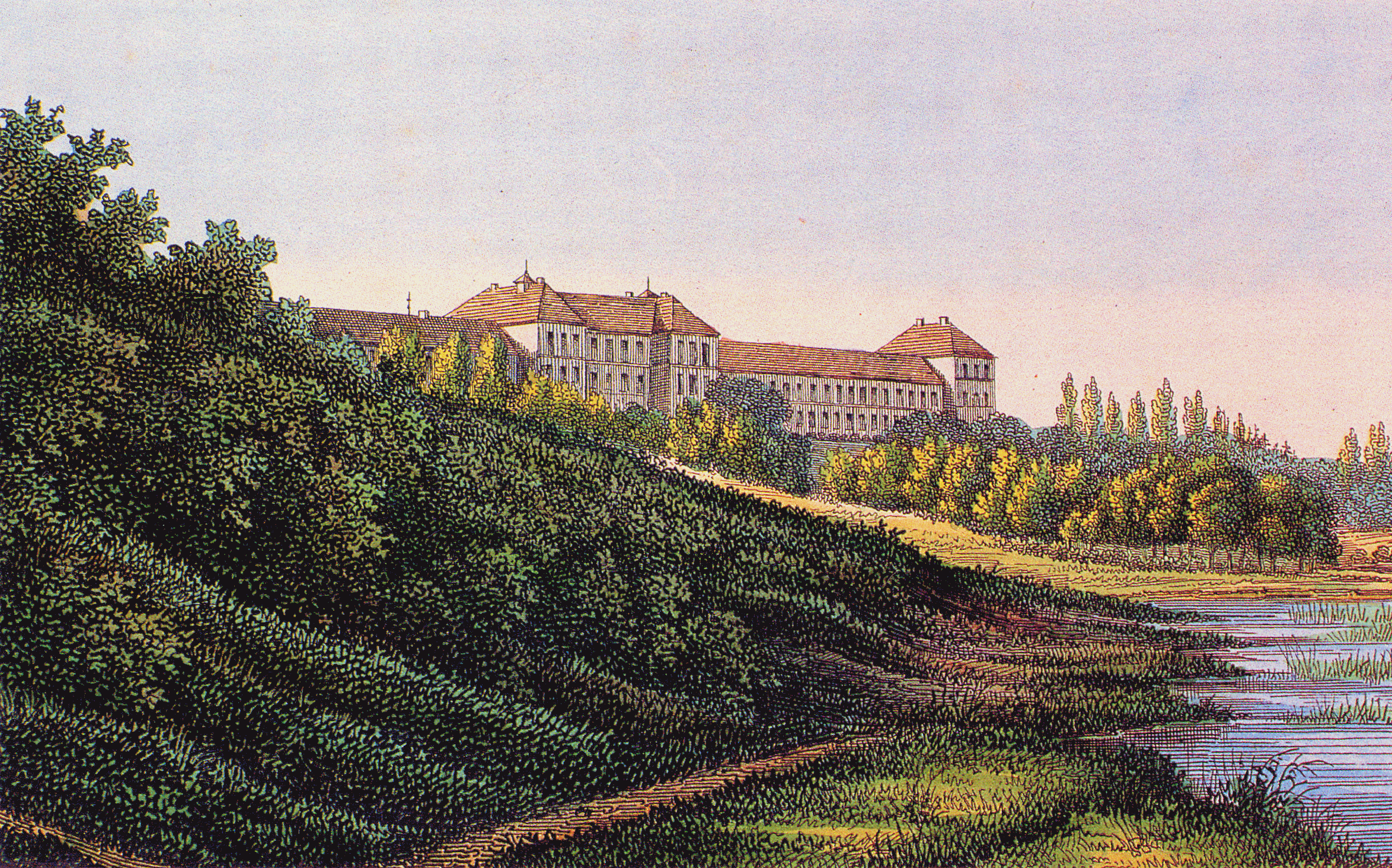
Irren-Heilanstalt Sachsenberg in Meklenburg in Bildern (1845)

1867 überzeugte Johann Basedow, der seit 1854 als Irrenlehrer an der Großherzoglichen Irrenanstalt auf dem Sachsenberg tätig war, den Großherzog Friedrich Franz II., eine eigene Anstalt für Kinder zu gründen.
Diese erhielt etwas südlich davon und auf der anderen Seite der Wirmarschen Straße gelegen (Wismarsche Straße 298), ein eigenes Gebäude und den Namen Bildungs- und Pflege-Anstalt für geistesschwache Kinder Lewenberg. Basedow leitete die Einrichtung 32 Jahre bis zu seinem Tod 1899. 1875 ging das Gelände zu Stadtrecht über. Im Jahr 1939 wurde die Heilanstalt Sachsenberg in die Stadt eingemeindet. Das Kinderheim Lewenberg wurde im Juli/August 1941 als sogenannte Kinderfachabteilung in die Heil- und Pflegeanstalt Sachsenberg verlegt; mindestens 300 geistig und körperlich behinderte Kinder kamen bis zum Kriegsende 1945 durch aktive oder passive Tötungsmaßnahmen ums Leben. Der Name Lewenberg stand daher oft für das gesamte Klinikgelände bzw. die psychiatrische Einrichtung(en). Heute sind sie Teil der Helios Kliniken Schwerin.
Das Gelände des Kinderheims wurde nach 1945 durch das Bezirkskrankenhaus genutzt; es trug später auch den Namen Klinikum Lewenberg.

## Umgebung
Ein katholischer Friedhof wurde im Jahre 1861 an der Wismarschen Straße von der katholischen Gemeinde angelegt. Als Zeichen der religiösen Toleranz seitens des Großherzogs Friedrich Franz II. wurde 1872 mit seinen Mitteln ein den Mittelpunkt bildender großer Grabstein aus Granit für die im Deutsch-Französischen Krieg 1870/71 gefangenen und verstorbenen französischen Kriegsgefangenen aufgestellt. Diese Kriegsgefangenen wurden unter anderem zu Bauarbeiten herangezogen, so erinnert daran heute noch immer der Franzosenweg am Schweriner See vom Stadtteil Zippendorf zum Schweriner Schlossgarten.

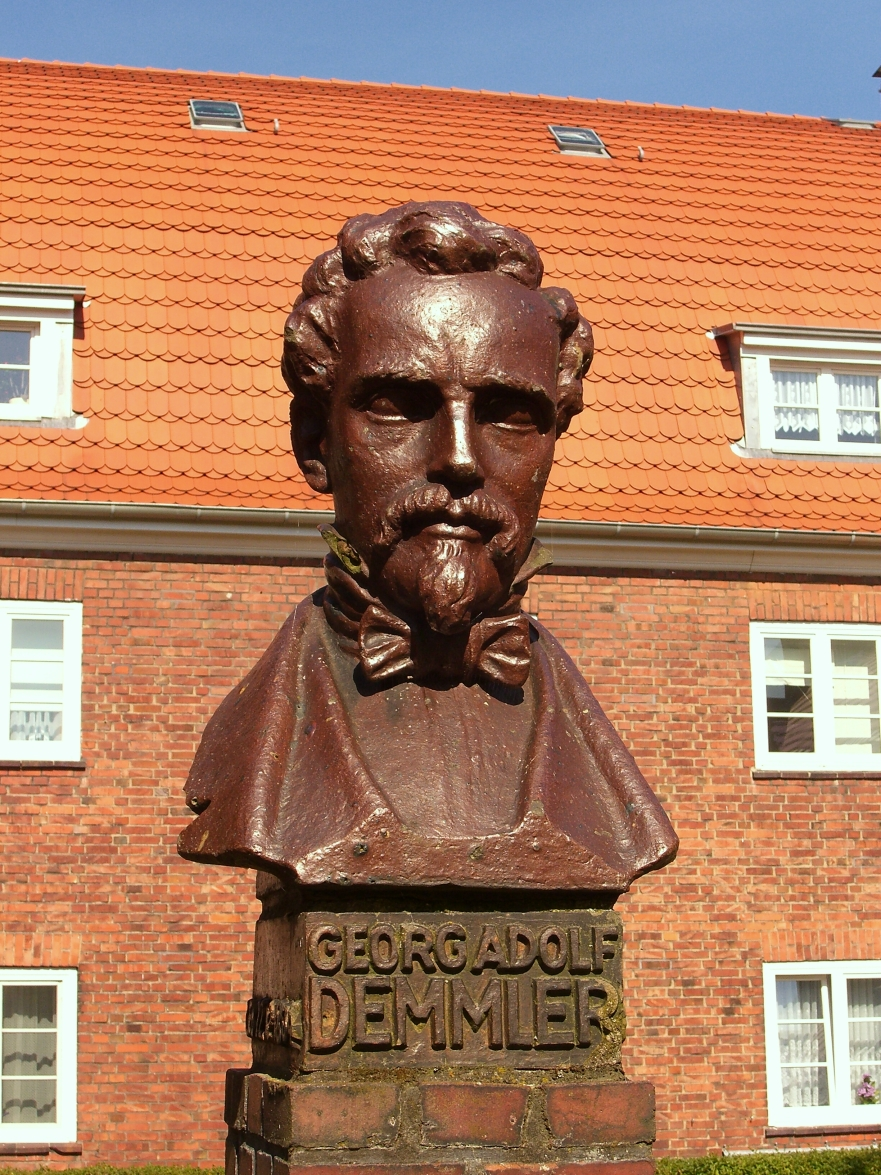
Büste von Georg Adolf Demmler im Demmlerhof

Gegenüber der Kinderheilanstalt zwischen der Wismarschen Straße und der Dr.-Hans-Wolf-Straße entstand 1927/28 ein Komplex der Wohnungsbaugenossenschaft "Selbsthilfe" mit 90 Wohnungen, der Demmlerhof (Wismarsche Str. 303–317/Dr.-Hans-Wolf-Str. 73–85). Der Bau des Hamburger Architekten Friedrich Richard Ostermeyer im Stil des Backstein-Expressionismus wurde am 30. April 1928 eingeweiht.

## Politik
Die Paulsstadt ist im Ortsbeirat Altstadt, Feldstadt, Paulsstadt, Lewenberg vertreten, der sein Büro im Stadthaus Am Packhof 2–6 hat. Von den neun Beiratsmitgliedern sind je zwei von der CDU-Fraktion, der SPD-Fraktion und der Fraktion der Linken und jeweils einer von der Fraktion Bündnis 90/Grüne, der Fraktion ZG AfD und der der Fraktion Unabhängige Bürger entsandt.

## Verkehr
Durch Lewenberg führen die Schweriner Straßenbahnlinien
- 1: Kliniken – Hauptbahnhof – Marienplatz – Hegelstraße
- 4: Kliniken – Marienplatz – Neu Pampow

Als Buslinie durchquert die Linie 8 (Schloss Wiligrad – Hauptbahnhof) den Stadtteil.
Hauptverkehrsader ist die Wismarsche Straße, die ab 1830 erbaute Chaussee von Schwerin nach Wismar; vor dem Bau der Umgehungsstraße verlief auf ihr die Bundesstraße 106.
Von Anfang der 1920er Jahre bis Anfang der 1990er Jahre querte die Schweriner Hafenbahn den Stadtteil und überquerte die Enge zwischen Innen- und Außensee des Ziegelsees gemeinsam mit der Möwenburgstraße.